# فالمير (لاعب كرة قدم)
فالمير هو لاعب كرة قدم برازيلي في مركز الوسط، ولد في 16 مايو 1981 في أومواراما في البرازيل. لعب مع نادي سانتوس ونادي سيون ونادي لوغانو ونادي ويل.